# Distrito de Mato
El distrito de Mato es uno de los diez que integran la provincia peruana de Huaylas, ubicado en el departamento de Ancash, bajo la administración del Gobierno regional de Ancash, en el Perú. 

## Toponimia
El nombre del distrito deriva de la castellanización de la palabra quechua "matu" que nombra una planta andina, comúnmente llamada "achira", cuyas hojas se utilizan para envolver humitas o tamales.

## Historia
El distrito fue creado mediante la Ley del 2 de enero de 1857, durante el gobierno del Presidente Ramón Castilla.
La capital del distrito: Villa Sucre, cuyo nombre incluye el apellido de Antonio José de Sucre, da la bienvenida a lugareños y forasteros con un gran arco que asoma desde la carretera Caraz-Huallanca.
Su clima es cálido, con, donde crecen todo tipo de vegetales. 
El patrón del distrito es San Jacinto cuya fiesta patronal es celebrada desde el 15  hasta el 19 de agosto siendo el  16 como día principal, en esta fiesta destacan los conocidos "pashas" que llevan como vestimenta una capa o disfraz colorida y una máscara para evitar ser reconocidos, esta fiesta se conforma por 4 barrios llamados, barrio humildad, San jacinto, tayta jashi y choco.
La música que representa al distrito son las roncadoras, que son tocadas más para las yunzas o carnavales festejada el mes de febrero.
Dentro de este distrito podemos encontrar lugares turísticos como el mirador de huiscur coto, las cataratas de la quebrada bellavista, las aguas termales de Huacanhuasi, los 2 imponentes ficus que sobrevivieron al terremoto del 70 que se encuentran en la plaza del distrito, los diseños de los pinos de su plaza donde podemos encontrar a la Virgen de huata o Asunción, y al patrón San jacinto, como también aves y mamíferos
El plato típico son el picante de cuy con su trigo pelado, la pachamanca, puchero y los tamales  . 
En sus postres tenemos la mazamorra de calabaza y de cebada.

## Geografía
Tiene una superficie de 113,97 km².

## Autoridades

### Municipales
- 2023-2026[1]
  - Alcalde: Gilver Kennedy Callán Luna

- 2015-2018[1]
  - Alcalde: Carlos Alberto Cruzate Rondan 2015-2018

- 2011-2014: 
  - Alcalde:  Roberto Estuardo Alcántara Vargas.

- 2007-2010: 
  - Alcalde:  Víctor Hilario Jamanca Cueva.